# 明るい夜に出かけて
『明るい夜に出かけて』（あかるいよるにでかけて）は、佐藤多佳子による小説作品。2016年9月21日に新潮社から単行本が刊行され、同年度の第30回山本周五郎賞を受賞した。
2013年4月から2016年3月まで放送されていたラジオ番組『アルコ&ピースのオールナイトニッポン』（ニッポン放送）シリーズのリスナーたちの交流を描いた青春小説で、単行本のカバーには実際に同番組を収録していたニッポン放送社内のラジオブースの写真が使用されている。
著者の佐藤自身も同番組のヘビーリスナーであり、第30回山本周五郎賞の受賞記念パーティでは、祝福に駆けつけたアルコ&ピースの2人から番組内で度々話題に上っていたニューエラのベースボールキャップを贈呈された。

## あらすじ
人間関係のトラブルがきっかけで逃げるように大学を休学し、金沢八景のコンビニエンスストアで夜勤のアルバイトをしながら独り暮らしを始めた富山は、ラジオの深夜放送を聞くことが唯一の趣味だった。
ある日、富山がいつものようにレジ打ちをしていると、客の少女が持っているリュックサックに『アルコ&ピースのオールナイトニッポン』で優秀なネタを投稿したリスナーにだけ贈られるノベルティの缶バッジ「カンバーバッヂ」が2個ついていることに気が付く。富山が思わず声を掛けると、少女は番組の常連ハガキ職人「虹色ギャランドゥ」だった。
それ以来「虹色ギャランドゥ」こと佐古田は、富山とラジオの話をするため、毎日のように深夜のコンビニへ来店するようになる。佐古田やアルバイト仲間の鹿沢、高校時代からの友人・永川らとの交流を通じて、富山は少しずつ周囲に心を開き、過去のトラウマや自分の将来と向き合っていく。

## 登場人物
富山 一志（とみやま かずし）
本作の主人公。大学を1年で休学し、フリーター生活をしている。かつては「ジャンピング・ビーン」というラジオネームで様々な番組にネタを投稿していた有名ハガキ職人だったが、ネット上に本名を晒されてしまったことで投稿を止めた。『アルコ&ピースのオールナイトニッポン』を聞き始めてから「トーキング・マン」というラジオネームで再び投稿するようになる。
佐古田 愛（さこだ あい）
中高一貫の私立女子校に通う高校2年生。「虹色ギャランドゥ」というラジオネームで『アルコ&ピースのオールナイトニッポン』にネタを投稿している。
鹿沢 大介（かざわ だいすけ）
富山が働くコンビニエンスストアでアルバイトをしている同僚。23歳。「だいちゃ」という名前でニコニコ動画の「歌い手」として活動している。
永川 正光（ながかわ まさみつ）
富山の高校時代からの友人。富山や佐古田と同じく深夜放送のヘビーリスナー。

## 作中に登場する実在のラジオ番組
アルコ&ピースのオールナイトニッポンシリーズ（ニッポン放送）
物語のキーとして登場する番組。作中ではオールナイトニッポン1部を担当していた2014年4月から2015年3月までの期間を中心に、実際の放送内容やTwitter上でのリスナーの反応などが描かれている。
くりぃむしちゅーのオールナイトニッポン（ニッポン放送）
富山がラジオを聞き始めたきっかけは前身にあたる『知ってる?24時』で、初めてネタを採用されたのは番組内のコーナー「ツッコミ道場! たとえてガッテン!」という設定。2016年12月6日に放送された復活特番内で、上田晋也が本書を読んだことを明かしている。
ナインティナインのオールナイトニッポン（ニッポン放送）
ラジオ界の「大事件」として、2014年9月の番組終了、および『ナインティナイン岡村隆史のオールナイトニッポン』放送開始についての描写がある。
月曜JUNK 伊集院光 深夜の馬鹿力（TBSラジオ）
永川が富山に「新・勝ち抜きカルタ合戦」のコーナーにネタを送るように勧める場面がある。
火曜JUNK 爆笑問題カーボーイ（TBSラジオ）
富山が番組のリスナーという設定。
木曜JUNK おぎやはぎのメガネびいき（TBSラジオ）
富山が永川の容姿や性格を番組内で度々用いられる「クソメン」という言葉で表現している。
JUNKサタデー エレ片のコント太郎（TBSラジオ）
富山、佐古田、永川が2014年11月2日と11月3日に赤坂サカスで開催された「TBSラジオ大感謝祭 ラジフェス2014」に出向き、番組イベントを観覧する場面がある。
爆笑問題の日曜サンデー（TBSラジオ）
前述の「TBSラジオ大感謝祭 ラジフェス2014」で3人が番組の公開収録を観覧する場面がある。
有吉弘行のSUNDAY NIGHT DREAMER（JFN）
富山がアルコ&ピースを知ったのは、有吉弘行のアシスタントとして番組に出演したことがきっかけという設定。

## ラジオドラマ
2018年4月16日、『菅田将暉のオールナイトニッポン』（ニッポン放送）の聴取率調査週間（スペシャルウィーク）企画として、オールナイトニッポン50周年スペシャルラジオドラマ『明るい夜に出かけて』が放送された。
オールナイトニッポン金曜日担当の山下健二郎（三代目 J Soul Brothers）、同土曜日担当の春日俊彰（オードリー）など、ニッポン放送に縁の深いパーソナリティが多く出演し、アルコ&ピースのオールナイトニッポンシリーズのディレクターだった石井玄が演出に携わったが、アルコ&ピース本人は出演せず、声優の浅川聡、島田岳洋が2人の声を演じた。

### キャスト
- 富山：菅田将暉
- 佐古田：上白石萌音
- 永川：花江夏樹
- 鹿沢：山下健二郎（三代目 J Soul Brothers）
- ミミ：小泉今日子
- 店長：春日俊彰（オードリー）
- コンビニの客：森山良子、小宮浩信（三四郎）
- 女子高生：長沢菜々香（当時欅坂46）、守屋茜（欅坂46）、長濱ねる（当時欅坂46）
- アルコ&ピース：浅川聡、島田岳洋

### スタッフ
- 脚本：北阪昌人
- 演出：勝島康一、石井玄
- プロデュース：白川陽子、藤原悠佑

### 主題歌
- SUPER BEAVER「明るい夜に出かけて」（作詞：佐藤多佳子、作曲：SUPER BEAVER）

## 舞台
2023年3月 - 4月、オールナイトニッポン55周年記念公演として、東京・本多劇場、大阪・サンケイホールブリーゼ、群馬・高崎芸術劇場で上演された。主演は舞台単独初主演となる今野大輝、脚本・演出はノゾエ征爾。

### キャスト（舞台）
- 富山一志 - 今野大輝（7 MEN 侍 / ジャニーズJr.）
- 佐古田愛 - 伊東蒼
- 鹿沢大介 - 大久保祥太郎
- 永川正光 - 板橋駿谷
- コンビニ店長・副店長 - 山根良顕（アンガールズ）
- ミミさん - 鈴木杏樹
- 役名不明 - 踊り子あり、富川一人、中薗菜々子[5]

### スタッフ（舞台）
- 原作 - 佐藤多佳子『明るい夜に出かけて』（新潮文庫刊）
- 上演台本・演出 - ノゾエ征爾
- 監修 - 石井玄（ニッポン放送）
- 音楽 - 田中馨
- 美術 - 乘峯雅寬
- 照明 - おざわあつし
- 音響 - オフィス新音
- 衣裳 - ゴウダアツコ
- ヘアメイク - 小林雄美
- 演出助手 - 大江祥彦
- 舞台監督 - 林和宏、弘中勲
- 票券・運営 - サイライズプロモーション東京
- 宣伝 - キョードーメディアス
- 企画協力 - 新潮社
- 制作 - 柴田紗希
- 制作進行 - 北原ヨリ子（ycoment）、半田桃子
- アシスタントプロデューサー - 佐野明子
- プロデューサー - 宮奈々子
- エグゼクティブプロデューサー - 高田陽平
- 企画・製作 - ニッポン放送